# Антоанета фон Саксония-Алтенбург
Антоанета Шарлота Мария Йозефина Каролина Фрида фон Саксония-Алтенбург (на немски: Antoinette Charlotte Marie Josephine Karoline Frida von Sachsen-Altenburg; * 17 април 1838, Бамберг; † 13 октомври 1908, Берхтесгаден) от род Ернестини, е принцеса от Саксония-Алтенбург и чрез женитба херцогиня на Анхалт (22 май 1871 – 23 януари 1904).

## Живот
Тя е втората дъщеря на принц Едуард фон Саксония-Алтенбург (1804 – 1852) и първата му съпруга Амалия фон Хоенцолерн-Зигмаринген (1815 – 1841), дъщеря на княз Карл фон Хоенцолерн-Зигмаринген (1785 – 1853) и първата му съпруга принцеса Мария Антоанета Мюра (1793 – 1847), племенница на Жоашен Мюра (1767 – 1815), крал на Неапол (1808 – 1815). Баща ѝ се жени втори път на 8 март 1842 г. в Грайц за принцеса Луиза Ройс цу Грайц (1822 – 1875).
Антоанета се омъжва на 22 април 1854 г. в Алтенбург за херцог Фридрих I (1831 – 1904), княз фон Анхалт-Десау, син на херцог Леополд IV фон Анхалт-Десау (1794 – 1871) и принцеса Фридерика фон Прусия (1796 – 1850). Бракът е сключен по династични причини и Антоанета се омъжва за един от най-богатите немски князе. По случай женитбата е отсечен паметен медал.
Антоанета фон Саксония-Алтенбург умира на 70 години на 13 октомври 1908 г. в Берхтесгаден.

## Деца
Антоанета и Фридрих I имат децата:
- Леополд (1855 – 1886), наследствен принц на Анхалт

⚭ 1884 принцеса Елизабет фон Хесен-Касел (1861 – 1955)
- Фридрих II (1856 – 1918), херцог на Анхалт

⚭ 1889 принцеса Мария фон Баден (1865 – 1939)
- Елизабет (1857 – 1933)

⚭ 1877 велик херцог Адолф Фридрих V фон Мекленбург-Щрелиц (1848 – 1914)
- Едуард (1861 – 1918), херцог на Анхалт

⚭ 1895 (разв. 1918) принцеса Луиза фон Саксония-Алтенбург (1873 – 1953)
- Ариберт (1864 – 1933)

⚭ 1891 (разв. 1900) принцеса Мария Луиза фон Шлезвиг-Холщайн (1872 – 1956)
- Александра (1868 – 1958)

⚭ 1897 княз Зицо фон Шварцбург (1860 – 1926)